# Ешланд (Кентаки)
Ешланд (енгл. Ashland) град је у америчкој савезној држави Кентаки.

## Демографија
По попису из 2010. године број становника је 21.684, што је 297 (-1,4%) становника мање него 2000. године.
| Група             | 2000.          | 2010.          |
| Белци             | 20.991 (95,5%) | 20.168 (93,0%) |
| Афроамериканци    | 505 (2,3%)     | 601 (2,8%)     |
| Азијати           | 86 (0,4%)      | 134 (0,6%)     |
| Хиспаноамериканци | 130 (0,6%)     | 317 (1,5%)     |
| Укупно            | 21.981         | 21.684         |